# La Troisième Planète (film)
Pour plus de détails, voir Fiche technique et Distribution.
La Troisième Planète (Третья планета) est un film de science-fiction soviétique réalisé par Alexandre Rogojkine et sorti directement en vidéo en 1991.

## Synopsis
Anton est désespéré. Sa fille de quinze ans, Aliona, qui souffre d'une maladie grave et incurable, sort une fois de plus d'une clinique étrangère sans que son état ne s'améliore. Elle doit rentrer chez elle et tenter sa chance dans la zone - c'est le nom de l'endroit où une catastrophe nucléaire s'est produite il y a de nombreuses années. Si l'on en croit les rumeurs et les publications de magazines, c'est là que vivent désormais des mutants, des super-guérisseurs.
Anton et Aliona traversent des espaces contaminés par la radioactivité et parviennent à une petite civilisation de mutants isolée du reste du monde. À la fin de l'automne, ils se retrouvent en plein été. Les habitants vivent selon leurs propres lois et ont leur propre système de valeurs, incompréhensible pour l'homme civilisé. Les personnes venant de l'extérieur apportent avec elles des troubles qui détruisent le monde dans lequel vivaient les habitants de la zone.

## Fiche technique
- Titre français : La Troisième Planète[1]
- Titre original russe : Третья планета[2]
- Réalisateur : Alexandre Rogojkine
- Scénario : Alexandre Rogojkine
- Photographie : Nikolaï Stroganov (ru)
- Montage : Avi Chneidmane
- Musique : Guennadi Belolipetskiï
- Décors : Pavel Novikov, Aleksandr Zagoskine
- Sociétés de production : Lenfilm
- Pays de production :  Union soviétique
- Langues originales : russe
- Format : couleurs - son mono
- Durée : 99 minutes
- Genre : film de science-fiction
- Dates de sortie :
  - Union soviétique : 1991 (vidéo)

## Distribution
- Anna Matioukhina - Aliona
- Boris Sokolov (ru) - Anton, le père d'Alyona
- Svetlana Mikhaltchenko - femme dans la zone de radiation
- Konstantine Polianskiï - rôle épisodique
- Gocha Pankratov (ru) - le garçon de la zone de radiation
- Alekseï Polouïan (ru) - l'informateur
- Viktor Bytchkov (ru) - homme avec une croix
- Aleksandr Bachourov (ru) - Oncle Misha